# بابی آیر
بابی آیر (انگلیسی: Bobby Ayre; ۲۶ مارس ۱۹۳۲ – ۳۱ ژوئیهٔ ۲۰۱۸) بازیکن فوتبال اهل بریتانیا بود.
از باشگاه‌هایی که در آن بازی کرده‌است می‌توان به باشگاه فوتبال چیپنهام تاون، باشگاه فوتبال چارلتون اتلتیک، باشگاه فوتبال ویموث، و باشگاه فوتبال ردینگ اشاره کرد.
وی همچنین در تیم ملی فوتبال زیر ۲۱ سال انگلستان بازی کرده‌است.